# Bandusia innotata
Bandusia innotata är en insektsart som först beskrevs av Walker 1858.  Bandusia innotata ingår i släktet Bandusia och familjen spottstritar. Inga underarter finns listade i Catalogue of Life.